# Jewgeni Jewgenjewitsch Stalew
Jewgeni Jewgenjewitsch Stalew (russisch Евгений Евгеньевич Сталев, englische Transkription: Evgeny Stalev; * 19. Mai 1979 in Lytkarino, Oblast Moskau, Russische SFSR) ist ein russischer Billardspieler. Er wurde 1999 und 2000 Weltmeister in der Freien Pyramide, einer Disziplin des Russischen Billards. Darüber hinaus spielt er auch Poolbillard und gewann unter anderem ein Euro-Tour-Turnier.

## Karriere

### Russisches Billard
Jewgeni Stalew begann im Alter von neun Jahren mit dem Billardspielen. Sein Vater eröffnete zu dieser Zeit einen Billardclub in Lytkarino, in dem Jewgeni und sein älterer Bruder Maxim gemeinsam trainierten. Seinen ersten größeren Erfolg erzielte er mit dreizehn Jahren, als er russischer Meister wurde. 1995 gewann er erstmals eine inoffizielle Weltmeisterschaft im Russischen Billard. In den folgenden Jahren war er bei fünf weiteren solcher Weltmeisterschaften erfolgreich. 1996 wurde er erneut russischer Meister.
1999 gewann Stalew die erste offizielle Austragung der Weltmeisterschaft in der Freien Pyramide. Im folgenden Jahr besiegte er in Kirkel im Finale den Kasachen Emil Mudarissow mit 7:6. Er war damit bis 2019 der einzige Spieler, dem bei einer Weltmeisterschaft im Russischen Billard die Titelverteidigung gelang. Bei der WM 2001 schied er im Achtelfinale gegen Rustam Usmonov aus. Nachdem er 2002 nicht teilgenommen hatte, zog er 2003 erneut ins Finale ein, in dem er auf Jaroslaw Wynokur traf, den er in der Vorrunde mit 4:2 besiegt hatte. Im Endspiel musste er sich dem Ukrainer jedoch nach einer zwischenzeitlichen 3:0-Führung mit 5:7 geschlagen geben. Wenige Wochen später gewann Stalew durch einen 7:2-Finalsieg gegen Kanybek Sagyndykow die Asienmeisterschaft. Im selben Jahr gewann er unter anderem ein Weltcupturnier und das Internationale Turnier der 16 Stärksten.
Bei der Asienmeisterschaft 2004 schied Stalew im Achtelfinale gegen Wladimir Petuschkow aus. Im März 2005 wurde er im Finale gegen Wadim Agischew russischer Meister in der Freien Pyramide. Wenig später gewann er gemeinsam mit Ilja Iwanow und Ksenija Kislowa die Mannschaftsweltmeisterschaft. Bei der Asienmeisterschaft 2005 erreichte er das Viertelfinale und verlor gegen Kirill Anischtschenko. 2006 gewann er im Endspiel gegen Pawel Kusmin den Verteidigungsministerpokal und 2007 durch einen Finalsieg gegen Wladimir Wainzwaig die Prince Open.
In den folgenden Jahren nahm er wegen Meinungsverschiedenheiten mit dem russischen Billardverband FSBR und wegen geringer Preisgelder nicht mehr an Turnieren im Russischen Billard teil und fokussierte sich auf das Poolbillard. Erst 2011 folgten wieder Turnierteilnahmen. So erreichte er das Sechzehntelfinale der Asienmeisterschaft und die Runde der letzten 64 beim Kremlin Cup. Ende des Jahres wurde er beim Turnier zum 20-jährigen Jubiläum der Unabhängigkeit Kasachstans Dritter.
Bei der Asienmeisterschaft 2012 schied Stalew im Achtelfinale gegen Älibek Omarow aus. Im November 2012 gewann er den Kremlin Cup. Im Finale gegen Kanybek Sagynbajew drehte er dabei einen 0:3-Rückstand noch zu einem 5:3-Sieg. Wenig später erreichte er beim Galaxy Cup das Viertelfinale. Zehn Jahre nach seiner bis dahin letzten WM-Teilnahme im Einzel verlor Stalew im September 2013 bei Freie-Pyramide-Weltmeisterschaft nach einem Erstrundensieg gegen Wassili Kudrin in der zweiten Runde gegen Jan Hryhorjeu. Beim Kremlin Cup 2013 musste er sich als Titelverteidiger bereits in der Runde der letzten 32 seinem Landsmann Pawel Mechowow geschlagen geben.
Im August 2014 nahm er zum ersten Mal an der Weltmeisterschaft in der Kombinierten Pyramide teil und erreichte dort das Achtelfinale, in dem er dem Usbeken Aleksandr Sidorov mit 3:6 unterlag. Beim Empire Cup 2014 wurde er Dritter, nachdem er erneut gegen Aleksandr Sidorov ausgeschieden war. In den folgenden Jahren spielte er nur noch wenige Turniere. 2016 belegte er beim Empire Cup den sechsten Platz. Im März 2017 erreichte er beim Pokal der Legenden das Halbfinale und verlor gegen Jegor Kurenjow. 2018 gelangte er beim Savvidi Cup in die Runde der besten 32, in der er gegen den amtierenden Weltmeister Iossif Abramow klar mit 0:5 verlor. Ein Jahr später schied er in der ersten Runde gegen Wolodymyr Perkun aus.

### Poolbillard
Nachdem 1991 die Poolbillard-Jugendeuropameisterschaft in Sankt Petersburg ausgetragen worden war, begann Stalew Poolbillard zu spielen. 1992 nahm er an einem Turnier in Sankt Petersburg teil und zog unter anderem mit einem Sieg gegen Juri Sosnin ins Finale ein. 1995 gewann er bei der offenen polnischen Meisterschaft durch einen Finalsieg gegen Krzysztof Kutacha den Titel im 9-Ball. Ein Jahr später gelang ihm im Endspiel gegen Mariusz Gnitecki die Titelverteidigung. Im Januar 1998 zog er bei den Spain Open mit Siegen gegen die Europameister Oliver Ortmann, Ralf Souquet und Thomas Engert ins Finale ein, in dem er den Schweizer Samuel Clemann besiegte. Er war damit der erste Russe, der auf der Euro-Tour eine Podestplatzierung erreichte, und bis 2013 der einzige russische Turniersieger. 1999 erreichte er bei der 9-Ball-Weltmeisterschaft in Cardiff das Achtelfinale, in dem er dem Taiwaner Chao Fong-Pang mit 8:11 unterlag. Im selben Jahr wurde er russischer Meister in der Disziplin 14/1 endlos. Im Dezember 1999 belegte er bei den Finland Open den dritten Platz. Im Mai 2000 wurde er bei den Russian Open in Kaliningrad Dritter und gewann damit seine dritte und bislang letzte Euro-Tour-Medaille. Wenig später erreichte er bei der 9-Ball-WM die Runde der letzten 32, in der er sich dem Finnen Mika Immonen mit 6:9 geschlagen geben musste.
Anfang 2001 wurde Stalew beim 9-Ball-Wettbewerb des Derby City Classic Neunter. Im selben Jahr gewann er den Moskau Cup und erreichte beim Russia Cup das Finale. Bei der 9-Ball-WM schied er hingegen in der Vorrunde aus. Im September 2001 wurde er bei den US Open Siebter. Beim Derby City Classic 2002 belegte er im 9-Ball den achtzehnten Platz. Nachdem er das George Joblon Memorial im Finale gegen Johnny Archer gewonnen hatte, wurde er bei den Reno Open im Juni 2002 Neunter. Wenig später erreichte er bei der 9-Ball-WM die Runde der letzten 32, in der er dem Niederländer Rico Diks unterlag. Bei den US Open 2002 wurde er Siebzehnter.
Beim Derby City Classic 2003 kam er im 9-Ball lediglich auf den zwanzigsten Platz. Nachdem er im Vorjahr bereits einmal das Finale erreicht hatte, gewann Stalew im März 2003 zum ersten Mal ein Turnier der Joss Northeast Tour. Wenige Tage später wurde er bei der Pro Players Championship der Super Billiards Expo Neunter. Im Juli 2003 schied er bei der 9-Ball-Weltmeisterschaft er in der Runde der letzten 64 gegen Ramil Gallego aus. Bei den US Open 2005 erreichte er den siebzehnten Platz.
Anfang 2006 wurde er bei der Pro Players Championship der Super Billiards Expo Neunter. Im Sommer desselben Jahres nahm er an der International Pool Tour (IPT) teil, der bis dahin höchstdotierten Turnierserie im Poolbillard. Im Juli erreichte er bei den IPT North American Open überraschend den sechsten Platz. Im September 2006 kam er bei der World Open 8-Ball Championship, dem Abschlussturnier der IPT, hingegen auf Rang 61. Wenig später belegte er bei den US Open den 33. Platz.
Beim Derby City Classic 2007 belegte Stalew im Bank Pool den 81. Platz. Im März 2007 gewann er ein Turnier der Blaze ABCD 9-Ball Tour und wurde wenige Tage später bei der Pro Players Championship, wie bereits 2003 und 2006, Neunter.
2012 belegte Stalew beim 9-Ball-Wettbewerb des Derby City Classics den 22. Platz. 2013 erreichte er beim Kremlin Cup das Achtelfinale und verlor mit 5:9 gegen Nick Malai. Beim Derby City Classic 2014 belegte er den 21. Platz im 9-Ball. Im August 2014 zog er beim World 14.1 Tournament, nachdem er unter anderem Justin Bergman und Tony Robles besiegt hatte, ins Halbfinale ein, in dem er dem späteren Turniersieger Darren Appleton mit 145:200 unterlag. Im November 2014 gelang ihm beim Kremlin Cup der Einzug ins Finale, in dem er sich seinem Landsmann Ruslan Tschinachow nur knapp mit 7:8 geschlagen geben musste. Beim Kremlin Cup 2015 unterlag er im Viertelfinale dem mehrmaligen Weltmeister Thorsten Hohmann mit 6:8. 2016 schied er in der Runde der letzten 32 mit 1:9 gegen Darja Sirotina aus.

## Erfolge
Russisches Billard
- Freie-Pyramide-Weltmeister: 1999, 2000
- Freie-Pyramide-Asienmeister: 2003
- Russischer Meister (Freie Pyramide): 1992, 1996, 2005
- Mannschaftsweltmeister: 2005
- Prince Open: 2007
- Kremlin Cup: 2012

Poolbillard
- Polnischer 9-Ball-Meister: 1995, 1996
- Spain Open: 1998
- Russischer 14/1-endlos-Meister: 1999
- Moskau Cup: 2001
- George Joblon Memorial: 2002

## Teilnahmen an Weltmeisterschaften
| Disziplin            | 1999              | 2000              | 2001              | 2002              | 2003              | 2004              | 2005              | 2006              | 2007 | 2008              | 2009              | 2010              | 2011              | 2012 | 2013 | 2014 | 2015 | 2016 | 2017  | 2018  | 2019  | 2020  |
| -------------------- | ----------------- | ----------------- | ----------------- | ----------------- | ----------------- | ----------------- | ----------------- | ----------------- | ---- | ----------------- | ----------------- | ----------------- | ----------------- | ---- | ---- | ---- | ---- | ---- | ----- | ----- | ----- | ----- |
| Freie Pyramide       | S                 | S                 | A                 | –                 | F                 | –                 | –                 | –                 | –    | –                 | –                 | –                 | –                 | –    | L64  | –    | –    | –    | n. a. | –     | –     | n. a. |
| Dynamische Pyramide  | nicht ausgetragen | nicht ausgetragen | nicht ausgetragen | nicht ausgetragen | nicht ausgetragen | nicht ausgetragen | nicht ausgetragen | nicht ausgetragen | –    | nicht ausgetragen | nicht ausgetragen | nicht ausgetragen | nicht ausgetragen | –    | –    | –    | –    | –    | n. a. | –     | n. a. | n. a. |
| Kombinierte Pyramide | nicht ausgetragen | nicht ausgetragen | nicht ausgetragen | nicht ausgetragen | nicht ausgetragen | nicht ausgetragen | nicht ausgetragen | nicht ausgetragen | –    | –                 | –                 | –                 | –                 | –    | A    | –    | –    | –    | –     | n. a. | –     | n. a. |
| Quelle:              |                   |                   |                   |                   |                   |                   |                   |                   |      |                   |                   |                   |                   |      |      |      |      |      |       |       |       |       |

| Legende | Legende                               |
| ------- | ------------------------------------- |
| S       | Sieger                                |
| F       | Finalist                              |
| HF / H  | Halbfinalist                          |
| VF / V  | Viertelfinalist                       |
| AF / A  | Achtelfinalist                        |
| LX      | Niederlage in der Runde der letzten X |
| R2      | Niederlage in Runde 2                 |
| R       | Vorrundenaus/Niederlage in Runde 1    |
| –       | nicht teilgenommen                    |
| n. a.   | nicht ausgetragen                     |